# Libelloides baeticus
Libelloides baeticus är en insektsart som först beskrevs av Jules Pièrre Rambur 1838.  Libelloides baeticus ingår i släktet Libelloides och familjen fjärilsländor. Inga underarter finns listade i Catalogue of Life.